# Herb Oktiabrskiego
Herb Oktiabrskiego – jeden z symboli Oktiabrskiego wprowadzony 16 grudnia 1998 decyzją Komitetu Wykonawczego Rejonu Oktiabrskiego.
24 grudnia 1998 herb został zarejestrowany w Rejestrze Herbowym Republiki Białorusi. Jest również herbem rejon oktiabrskiego.

## Opis herbu
Tarcza hiszpańska podzielona słup. W prawym złotym polu trzy wiewiórki czerwone, w lewym czerwonym polu u góry mitra książęca, pod nią złoty krzyż kawalerski.

## Znaczenie
Oktiabrski powstał w 1954 z połączenia wsi Rudobiełki, Rudnii i Karpiłówki, z których najznaczniejsza była Rudobiełka. Do tego wydarzenia nawiązuje prawa strona herbu. Biełka (ros. Белка) w języku rosyjskim oznacza wiewiórkę, stąd to zwierzę zostało godłem. Trzy wiewiórki symbolizują trzy miejscowości, z których powstał Oktiabrski.
Lewa strona herbu nawiązuje do dawnych właścicieli Rudobiełki. Mitra książęca do wielkich książąt litewskich i królów Polski, których wieś była własnością do 1661. Krzyż kawalerski zaczerpnięto z herbu Krzywda, którym pieczętowali się Łappowie, właściciele tutejszych dóbr do 1874. Ponadto krzyż kawalerski symbolizuje waleczność i odwagę militarną mieszkańców Oktiabrskiego oraz nawiązuje do historycznego herbu Homla, nadanego miastu przez króla Polski Zygmunta II Augusta.

Herb Krzywda
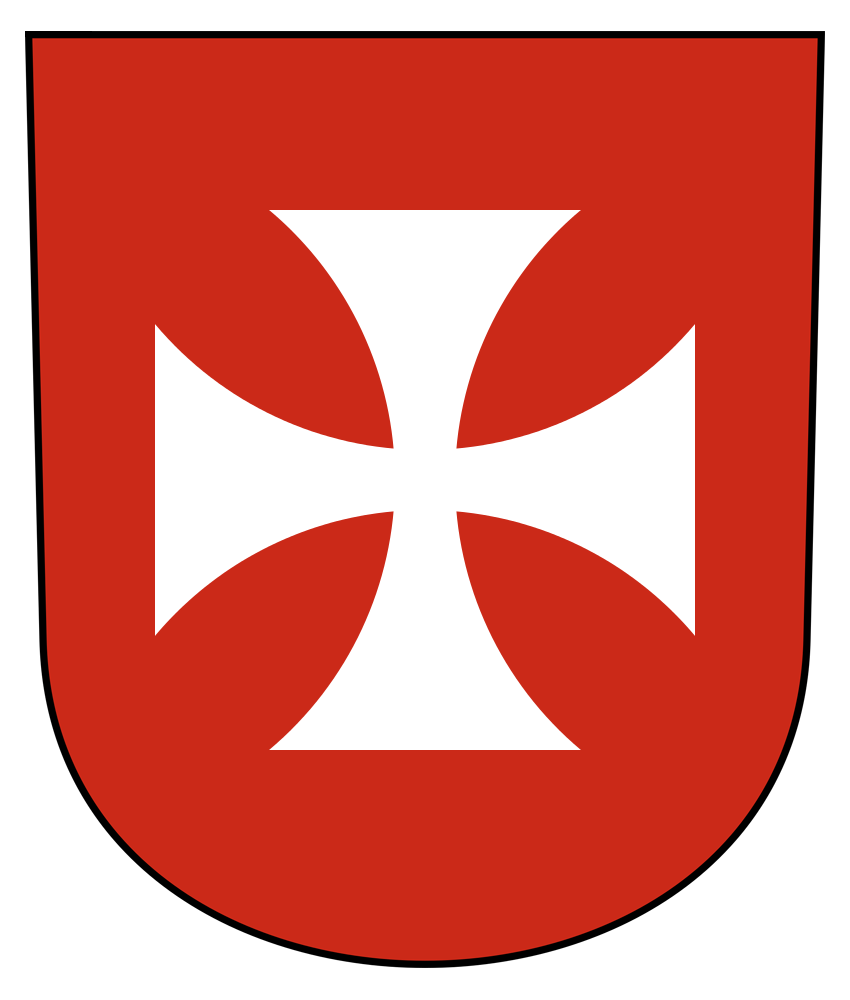
Rekonstrukcja herbu nadanego Homlu przez Zygmunta II Augusta